# Eo (řeka)
Eo je cca 92 km dlouhá řeka v severozápadním Španělsku. Z velké části protéká Galicií a do moře se vlévá v Asturii. Pramení ve výšce 850 m n. m. ve farnosti Fonteo a jejími hlavními přítoky jsou řeky Rodil a Turía. Je známá tím, že se zde loví lososi.